# Dilar Kisikyol
Dilar Kisikyol (* 2. Februar 1992 in Leverkusen) ist eine ehemalige deutsche Boxerin. Kisikyol war seit 2019 als Profiboxerin aktiv und wurde 2022 durch einen Sieg gegen Eva Hubmayer Weltmeisterin im Leichtgewicht. Sie kämpfte im Universum Boxstall und verteidigte ihren WM-Titel zwei Mal erfolgreich. Im September 2024 trat sie nach ihrem gewonnenen Kampf gegen Djemilla Gontaruk ungeschlagen vom aktiven Profiboxen zurück.
Kisikyol lebt in Hamburg-Ottensen und arbeitet als Schulsozialarbeiterin im Hamburger Umland.